# Área metropolitana de Bloomington-Normal
El Área Estadística Metropolitana de Bloomington-Normal, IL MSA, como la denomina la Oficina de Administración y Presupuesto, es un Área Estadística Metropolitana centrada en las ciudades de Bloomington y Normal, que solo abarca el condado de McLean en el estado de Illinois, Estados Unidos. Su población según el censo de 2010 es de 169.572 habitantes, convirtiéndola en la 235.º área metropolitana más poblada de los Estados Unidos.

## Comunidades
| - Anchor - Arrowsmith - Bellflower - Bloomington - Carlock - Chenoa - Colfax - Cooksville | - Danvers - Downs - Ellsworth - Gridley - Heyworth - Hudson - Le Roy - Lexington | - Merna - McLean - Normal - Saybrook - Shirley - Stanford - Towanda |